# Anna Ferraioli Ravel
Anna Ferraioli Ravel (Salerno, 3 settembre 1988) è un'attrice italiana, candidata al David di Donatello per la migliore canzone originale per I fratelli De Filippo.

## Biografia
Dal 2006 al 2010 ha studiato diritto alla Sorbona di Parigi e all'Università degli Studi di Firenze. Nel 2011 ha frequentato la Shanghai Theatre Academy di Shanghai, mentre nel 2012 si è diplomata al Centro sperimentale di cinematografia. Ha iniziato la sua carriera recitativa a teatro, partecipando a diverse produzioni teatrali come Occupari di Amélie, La palla al piede, Sogno di una notte di mezza estate e Il giardino dei ciliegi. Nel 2015 ha recitato nei film Ma che bella sorpresa di Alessandro Genovesi e La prima volta (di mia figlia) di Riccardo Rossi e nelle serie L'onore e il rispetto e Zio Gianni. Nel 2022 è stata candidata al David di Donatello per la migliore canzone originale per Faccio 'A Polka del film I fratelli De Filippo. Per lo stesso film ha anche ricevuto la candidatura al Nastro d'argento alla migliore attrice non protagonista. Nel 2024 ha interpretato Elvira Vismara nell'opera prima di Neri Marcorè Zamora. Grazie a questo lavoro, ha ricevuto la sua seconda candidatura al Nastro d'argento per la migliore attrice non protagonista.

## Filmografia

### Attrice

#### Cinema
- È la mia prima volta!, regia di Claudio Serughetti (2014)
- La dolce arte di esistere, regia di Pietro Reggiani (2015)
- Ma che bella sorpresa, regia di Alessandro Genovesi (2015)
- La prima volta (di mia figlia), regia di Riccardo Rossi (2015)
- Tommaso, regia di Kim Rossi Stuart (2016)
- Guarda in alto, regia di Fulvio Risuleo (2017)
- Benedetta follia, regia di Carlo Verdone (2018)
- Ci vuole un fisico, regia di Alessandro Tamburini (2018)
- Divine - La fidanzata dell'altro (Der göttliche Andere), regia di Jan Schomburg (2020)
- I fratelli De Filippo, regia di Sergio Rubini (2021)
- Scordato, regia di Rocco Papaleo (2023)
- Un altro ferragosto, regia di Paolo Virzì (2024)
- Zamora, regia di Neri Marcorè (2024)
- Cinque secondi, regia di Paolo Virzì (2025)

#### Televisioni
- Così è la vita - serie TV, episodio 1x03 (2012)
- Questo nostro amore - serie TV (2014)
- L'onore e il rispetto - serie TV, 5 episodi (2015)
- Zio Gianni - serie TV (2015)
- Il bello delle donne... alcuni anni dopo - serie TV (2016)
- Pesci piccoli - Un'agenzia. Molte idee. Poco budget - serie TV, episodio 1x05 (2023)

#### Cortometraggi
- Piazza Fellini, regia di Valerio Ruiz (2011)
- Una mattina, regia di Andrea Cagno (2011)
- Il pigiama di Mario, regia di Francesca Marino (2012)
- L'arte del fai da te, regia di Alessandro Tamburini (2012)
- Girls just wanna have fun, regia di Jang Bo Ming (2012)
- Ci vuole un fisico, regia di Alessandro Tamburini (2013)
- Il cervo, l'alce, il capriolo, regia di Alessandro Tamburini (2014)
- La Cura, regia di Andrea Andolina (2015)
- Ego Devorem, regia diGrazia Tricarico (2016)
- Anna Magnani, biografia di una donna, regia di Amin Nour (2016)
- Oh ma che bel cane, regia di Francesco Di Mauro (2018)
- Si sospetta il movente passionale con l'aggravante dei futili motivi, regia di Cosimo Alemà (2018)
- FÖA, regia di Margherita Ferrari (2023)

#### Webserie
- 140 secondi (2016)

### Produttrice
- Avanti, regia di Lucia Senesi (2016)
- Gente de Cuba, regia di Giorgio Palmera (2018)

### Doppiatrice
- Avanti, regia di Lucia Senesi (2016)

## Riconoscimenti
- David di Donatello
  - 2022 - Candidatura alla migliore canzone originale per Faccio 'A Polka
- Nastro d'argento
  - 2022 - Candidatura alla migliore attrice non protagonista per I fratelli De Filippo
  - 2024 - Candidatura alla migliore attrice non protagonista per Zamora